# تومي هارفي
تومي هارفي (بالإنجليزية: Tommy Harvey)‏ هو لاعب بولينغ جنوب أفريقي، ولد في 1933.